# Batalla de las Termópilas (1941)
La Batalla de las Termópilas, del 24 al 25 de abril de 1941, fue parte de la Batalla de Grecia durante la Segunda Guerra Mundial.

## Antecedentes
Tras la retirada de las fuerzas aliadas de los pasos de montaña en el Olimpo y Servia, las fuerzas de la   Commonwealth británica comenzaron a establecer posiciones defensivas en el paso costero en Termópilas, famoso por la Batalla de las Termópilas en 480 a. C. La 2.ª División de Infantería del Ejército de Nueva Zelanda bajo el mando del Teniente General Bernard Freyberg, 1.º Barón Freyberg, recibió la tarea de defender el paso, mientras que elementos de la 6.ª División de Infantería australiana, bajo el mando del Mayor General Iven Mackay, defendieron el pueblo de Brallos.
En el sector de Nueva Zelanda, la 5.ª Brigada se desplegó a lo largo de la carretera costera, las estribaciones al sur de Lamía y el río Esperqueo, con la 4.ª Brigada en el flanco derecho, donde habían establecido patrullas de vigilancia por la costa. La 6.ª Brigada actuaba como reserva. El grupo australiano que defendía Brallos estaba compuesto principalmente por dos batallones de la 19.ª Brigada, bajo el mando del brigadier George Vasey: los batallones 2/4.º y 2/8.º. El 19 de abril fueron reforzados por los batallones 2/1.º y 2/5.º (de las Brigadas 16 y 17, respectivamente), que también fueron puestos bajo el mando de Vasey. Más tarde ese mismo día y durante la madrugada del 20 de abril, también llegó a Brallos el 2/11.º Batallón, tercer batallón que integraba la 19.ª Brigada.
Freyberg y Mackay habían estado informando a sus subordinados de que no habría más retiradas, pero ambos desconocían las discusiones de alto nivel sobre la evacuación. Después de la batalla, se citó a Mackay diciendo: "Pensé que aguantaríamos aproximadamente una quincena y seríamos derrotados por el peso de los números".
En la mañana del 23 de abril, se ordenó al ANZAC que se retirara. No obstante, se decidió que las Termópilas  y Brallos serían mantenidos por una retaguardia compuesta por dos brigadas. La 6.ª Brigada de Nueva Zelanda, al mando del brigadier Harold Barrowclough, y la 19.ª Brigada de Australia debían mantener los pasos el mayor tiempo posible, permitiendo que las otras unidades se retiraran. Vasey dijo: "Aquí estamos malditamente bien y aquí nos quedamos". Esto fue interpretado por el mayor de brigada de Vasey, A. T. J. "Ding" Bell, como que la brigada "mantendría sus posiciones defensivas actuales pase lo que pase", hasta que se hubiera completado la retirada.

## Batalla
Un grupo de batalla alemán basado en la 6.ª División de Montaña, bajo el mando del Generalmajor Ferdinand Schörner, atacó a las 11.30 horas del 24 de abril, encontrándose una feroz resistencia. Otro grupo de batalla, extraído de la 5.ª División Panzer también atacó.
Los australianos y neozelandeses resistieron durante todo un día, destruyeron 15 tanques alemanes e infligieron considerables bajas. Con la acción retardadora realizada, la retaguardia se retiró hacia otra posición defensiva en Tebas.

## Consecuencias
Los alemanes continuarían su marcha por el país, finalmente ocupando el país.
La ausencia del Ejército griego en una batalla en un sitio tan significativo para la psique nacional como las Termópilas fue controvertida dentro de Grecia; para cuando se libró, el general Geórgios Çolakoğlu ya había capitulado. Después de la guerra, Aris Velouchiotis —veterano de la campaña de 1941 y jefe del Ejército Popular de Liberación de Grecia— argumentó que este hecho era una eterna "vergüenza" para el régimen griego, que no participó en la batalla.